# Fasole bătută

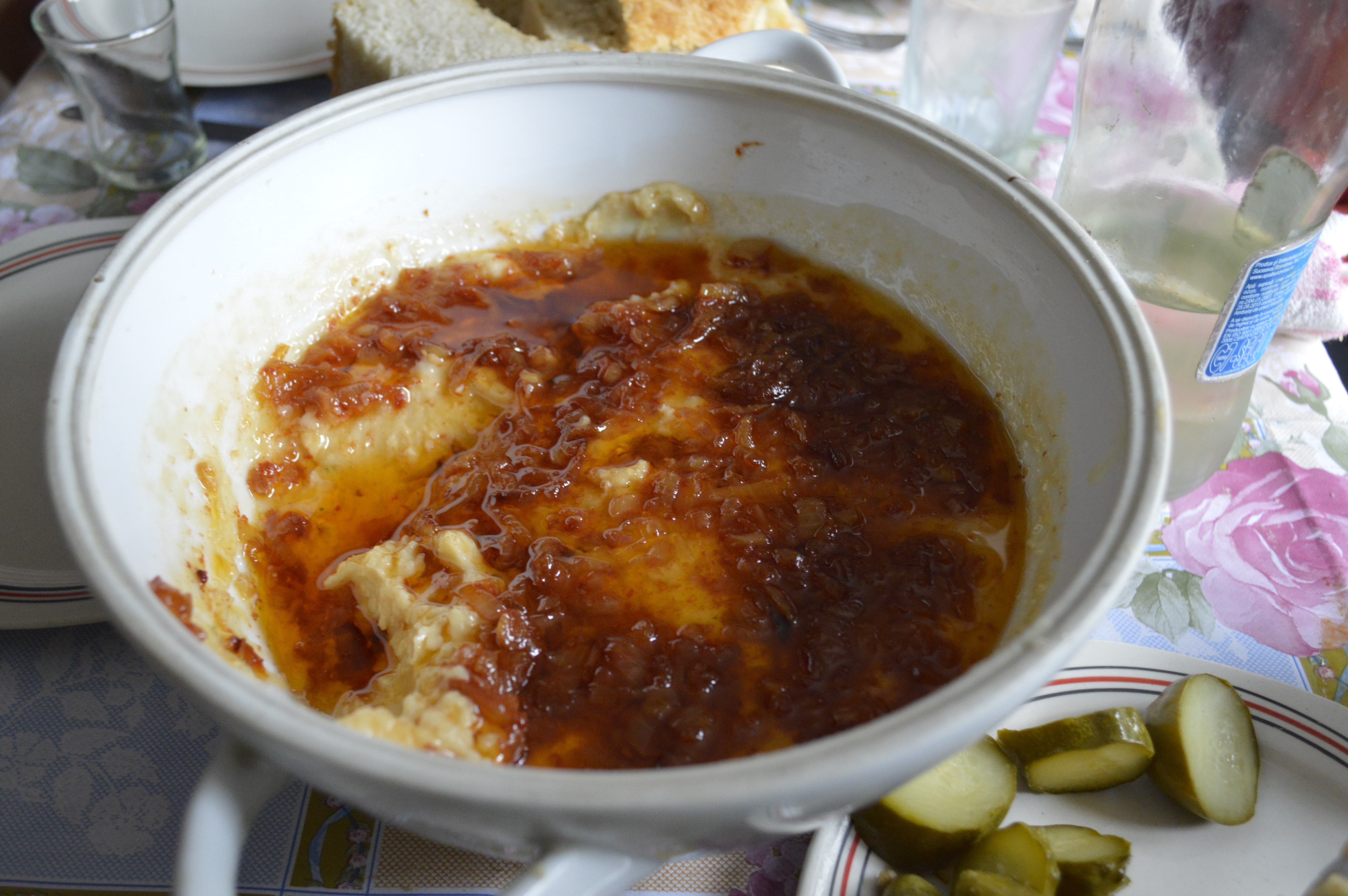
Bol de fasole bătută.

La fasole bătută (littéralement « haricots battus »), connue aussi en Roumanie sous le nom d’icre de fasole (littéralement « œufs de poisson de haricots ») est un plat traditionnel roumain et moldave servi en entrée, consistant en une purée de haricots blancs, agrémentée de poivrons confits et relevée d’ail, d’oignons et de sel, et qui se mange sur du pain, quoi qu’il puisse aussi être servi comme accompagnement d’autres plats.
En Roumanie, pendant l’époque communiste l’on substituait la fasole bătută (sarcastiquement baptisée icre de fasole littéralement « caviar de fayots ») à la véritable salată de icre, alors introuvable car les œufs de poissons étaient réservés à l’élite des « camarades les plus méritants » (les dirigeants). 
Ce plat végétarien est consommé surtout pendant la période du Carême.

## Étymologie
Le mot roumain fasole (« haricot ») provient du latin faseolus qui, lui-même, dérive du grec ancien φάσηλος (« fève »).

## Recette similaire
En Serbie, une recette de purée de haricots blancs existe aussi sous le nom de pasulj.